# El Badalonés
El Badalonés, «Periódico semanal independiente» va ser un setmanari català d'informació local de Badalona, escrit principalment en castellà, tot i que també hi havia escrits en català, publicat entre 1894 i 1899, en quatre èpoques diferenciades.
Va ser fundat el maig de 1894 per Rafael González. Apareixia en substitució del setmanari La Opinión de Badalona, fundat el febrer del mateix any, vinculat al Partit Liberal, dedicant-se a fer campanya en contra de l'alcalde conservador Joaquim Palay i Jaurés. Per causes no esmentades, González va decidir deixar la redacció de l'anterior i crear la nova capçalera, amb els mateixos objectius que l'anterior. Segons El Eco de Badalona, el setmanari continuà criticant l'administració dels conservadors. De fet, ambdues publicacions van tenir més d'una discussió, derivada també de l'enemistat manifesta entre Pere Renom i Riera, líder dels liberals i el que veritablement controlava la publicació, i el director de l'Eco, Francesc Planas i Casals. En termes generals, la premsa local d'aquesta època es veu, d'una manera o altra, afectada per la lluita dels diferents grups de la classe dominant a Badalona.
Al darrer número de la primera època, el 29 d'agost de 1896, Rafael González —que es va veure immers en un procés judicial a causa d'un escrit publicat al setmanari, i sense cap mena de suport de Renom—, fart de les lluites polítiques entre liberals i conservadors, criticava durament les lluites entre les camarilles de la burgesia local, titllant les seves actituds d'indignes i brutes, a pesar de ser personalitats destacades a la localitat.
Després d'abandonar González la direcció, el setmanari va deixar d'aparèixer unes setmanes fins a l'octubre de 1896. Canviava la direcció, ara encapçalada per José Luis Pascual de Zulueta i Ramon Perejoan, però la línia de continguts i la mà de Pere Renom van continuar marcant la publicació. Pocs dies després va deixar de ser propietat de Renom i va passar a mans del Casino Badalonés, però el resultat no va reeixir i finalment va ser adquirit per Ramon Perejoan. Amb tot, aquests canvis de propietat no van suposar cap canvi en la seva orientació i va continuar representant els interessos dels sectors més liberals de la burgesia local que es disputava el poder municipal. Continuà, així mateix, amb les seves polèmiques i crítiques en contra d'El Eco de Badalona.
Aquesta tercera època, la segona amb aquest nom, va acabar el 8 de juliol de 1899, tot i que la setmana següent va continuar publicant-se amb normalitat. La raó del canvi d'època la van marcar els fets de l'1 de juliol de 1899, quan amb motiu de la constitució del nou ajuntament, es va produir un greu enfrontament violent entre les dues faccions rivals, que va provocar la mort de quatre persones i diversos ferits. La publicació va decidir mantenir la seva línia editorial, però amb un esperit menys combatiu, en senyal de treva amb els conservadors. Va desaparèixer dos mesos després, el setembre de 1899. Al darrer número, s'explicava el motiu de la seva desaparició que, segons el mateix setmanari, era a causa de la mateixa situació de la ciutadania de Badalona, que continuava interessada en les lluites entre els diferents bàndols polítics pel control del consistori.
El seu contingut era bàsicament d'informació local, amb un tractament molt complet, com ho havia estat a La Opinión. Comptava amb corresponsals a les localitats limítrofes amb Badalona. A la publicació sovint hi apareixien il·lustracions i la publicitat hi oscil·là entre el 10 i 30%. Hi van col·laborar, entre d'altres, Pere Renom i Riera, Pau Badia i Homs, Antoni Bori i Fontestà, Pau Rodon i Amigó, Baldomer Blanch i Escolter o Josep Ventura i Gausachs. A la darrera època, els col·laboradors són pràcticament els mateixos.